# Тальпенберг
Тальпенберг (нем. Talpenberg; серболужицкое наименование — Тальпин в.-луж. Talpin) — сельский населённый пункт в городских границах Эльстры, район Баутцен, федеральная земля Саксония, Германия.

## География
Населённый пункт находится юго-западнее Эльстры на автомобильной дороги K9236 (участок Эльстра — Мёрсдорф). Западнее деревни расположен обширный лесной массив, простирающийся до деревни Мёрсдорф коммуны Хазельбахталь. На юго-западе от деревни находится холм Чорна-Гора высотой 413 метров, к вершине которого ведёт туристическая и велосипедная тропа.
Соседние населённые пункты: на севере — деревня Оссель (Вослин, в городских границах Эльстры), на северо-востоке — Эльстра, на юге — деревня Добриг (Добрик, в городских границах Эльстры), на юго-западе — деревня Ренсдорф (Граньчик, в городских границах Эльстры) и на западе — деревня Мёрсдорф коммуны Хазельбахталь.

## История
Впервые упоминается в 1374 году в личном имени «Jordan Talkinburg» (Йордан из Талькинбурга). С 1921 по 1950 года деревня входила в сельскую общину Вола. В 1950 году вошла в городские границы Эльстры в статусе городского района.
Исторические немецкие наименования:
- Jordan Talkinburg, 1374
- Talckenberg, 1420
- Talchenberg, 1435
- Talckenbergk, 1559
- Talpenberg, 1732

## Население
| 1834 | 1871 | 1890 | 2011 |
| ---- | ---- | ---- | ---- |
| 58   | 65   | 62   | 75   |